# Enchytraeus norvegicus
Enchytraeus norvegicus är en ringmaskart som beskrevs av Abrahamsen 1968. Enchytraeus norvegicus ingår i släktet Enchytraeus, och familjen småringmaskar. Arten är reproducerande i Sverige.